# 요한 네포무크 훔멜
요한 네포무크 훔멜(슬로바키아어: Jan Nepomuk Hummel, 독일어: Johahnn Nepomuk Hummel, 1778년 11월 14일 ~ 1837년 10월 17일)은 슬로바키아 태생 오스트리아의 피아니스트, 지휘자, 작곡가이며 빈 고전파의 일원이다.
훔멜은 합스부르크 군주국의 프레스부르크에서 태어났고, 아버지는 빈에서 활동한 지휘자였다. 주로 바이마르에서 활동했으며, 괴테와 함께 지역 최고의 거물로 평가되었다.
동시대의 경쟁자들로 베토벤, 루이스 슈포어, 베버, 파가니니가 있었으며, 특히 즉흥 연주와 피아노 연주에 뛰어났다. 작풍은 가볍고 밝은 빈 고전파의 특징을 고수하고 있으나 낭만파로의 경향이 두드러지며, 또한 장식적이고 화려하다. 모차르트, 하이든, 클레멘티, 알프레히츠버거(de)를 사사했으며, 대표적인 제자로는 펠릭스 멘델스존, 카를 체르니가 있다. 이후 훔멜의 악풍은 존 필드(en), 멘델스존, 슈베르트, 쇼팽, 이탈리아-프랑스의 초기 낭만파 오페라 작곡가 등에게 계승된다.
파가니니, 칼크브레너(de)와 함께 비르투오조(en)의 시대를 본격적으로 열었으며, 음악의 지적재산권, 저작권에 대한 투쟁을 통해 상당한 성과를 거두었다. 또한 피아노의 기교적인 연주기법을 극도로 발달시켰다. 생전, 비밀 결사 단체인 프리메이슨의 일원으로 활동했었고 생전에는 그 누구보다도 인기와 명성이 높았으나 그가 죽고 후기낭만으로 역사가 진행되어감에 따라 서서히 사람들의 기억 속에서 잊혀져갔다. (다만 현대에 와서는 그의 작품이 조금씩 재평가받고 있다.)
대표적인 저서로는 '피아노 연주 예술에 대한 이론 및 실제 완전정복'이 있으며 주요 작품으로는 7개의 피아노 협주곡, 트럼펫 협주곡, 9개의 피아노 소나타 등이 있다.

## 작품
- 《피아노 협주곡 2번 a단조》
- 《피아노 협주곡 3번 b단조》
- 《피아노 협주곡 5번 A-flat장조》
- 《트럼펫 협주곡 E-flat장조》
- 《비올라와 오케스트라를 위한 환상곡 g단조》
- 《바순 협주곡 F장조》
- 《론도 파보리, E-flat장조》
- 《피아노 소나타 3번 f단조》
- 《피아노 소나타 5번 f-sharp단조》
- 《피아노 소나타 6번 D장조》
- 《피아노 5중주 e-flat단조》
- 《플루트 소나타 2번 D장조》
- 《플루트 소나타 3번 A장조》
- 《오보에와 오케스트라를 위한 변주곡 F장조》
- 《피아노, 플루트, 첼로를 위한 서주와 변주곡 A장조》
- 《피아노와 오케스트라를 위한 화려한 대 론도 '런던으로 돌아가다' f단조》
- 《첼로 소나타 A장조》
- 《 대 피아노 소나타 A-flat장조》
- 《미사 e단조》